# Erigeron incertus
La margarita pilosa (Erigeron incertus) es una especie de planta con flor en la familia Asteraceae. Es endémica de las irredentas islas Malvinas.

## Descripción
Sus hábitats son los arbustales templados. Está amenazada por pérdida de hábitat. Está muy distribuida pero las subpoblaciones son generalmente muy pequeñas; y aparecen en sectores no empastados, incluyendo al menos, la isla Motley.
Parecida a Erigeron andicola, pero con hojas más cortas, anchas, espatuladas, densamente hirsutas; alcanza hasta 1 dm.

## Taxonomía
Erigeron incertus fue descrita por (d'Urv.) Skottsb. y publicado en Kongliga Svenska Vetenskaps Academiens Handlingar, n.s. 50: 54. 1913.
Sinonimia
- Erigeron sullivanii Hook.f.
- Hieracium incertum d'Urv. basónimo [4]

Etimología
Erigeron: nombre genérico que deriva de las palabras griegas: eri = "temprano" y geron =  "hombre viejo", por lo que significa "hombre viejo en la primavera", en referencia a las cabezas de semillas blancas mullidas y la floración temprana y fructificación de muchas especies.
incertus: epíteto latíno que significa "incierto".